# フランツ・ジョセフ氷河
フランツ・ジョセフ氷河（フランツ・ジョセフひょうが、Franz Josef Glacier）はニュージーランド南島、西海岸にある氷河。ウェストランド国立公園内にあり、同じ公園内にあるフォックス氷河とは氷河の大きさが似ており、距離的にも近くに位置することから双子の氷河といわれている。名前はオーストリア・ハンガリー帝国皇帝フランツ・ヨーゼフ1世にちなみ、1865年にカンタベリー博物館の創設者でもあるドイツ人探検家ユリウス・フォン・ハーシュトによって命名された。
ニュージーランド南島での主な観光地の一つで、氷河の上を歩く「氷河ウォーク」や、ヘリコプターに乗って氷河を上から見ることができるツアーを楽しむことができる。

## ギャラリー

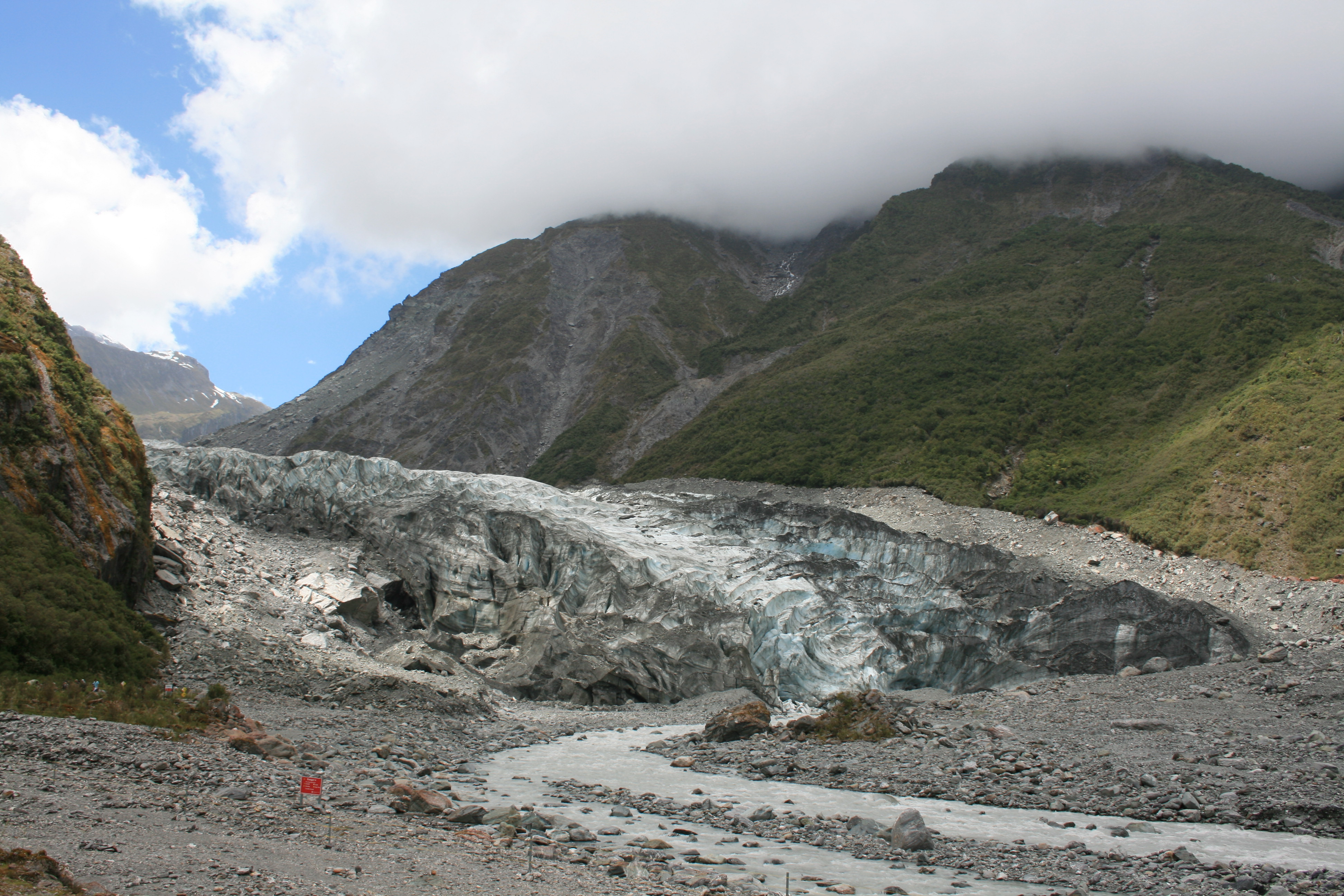
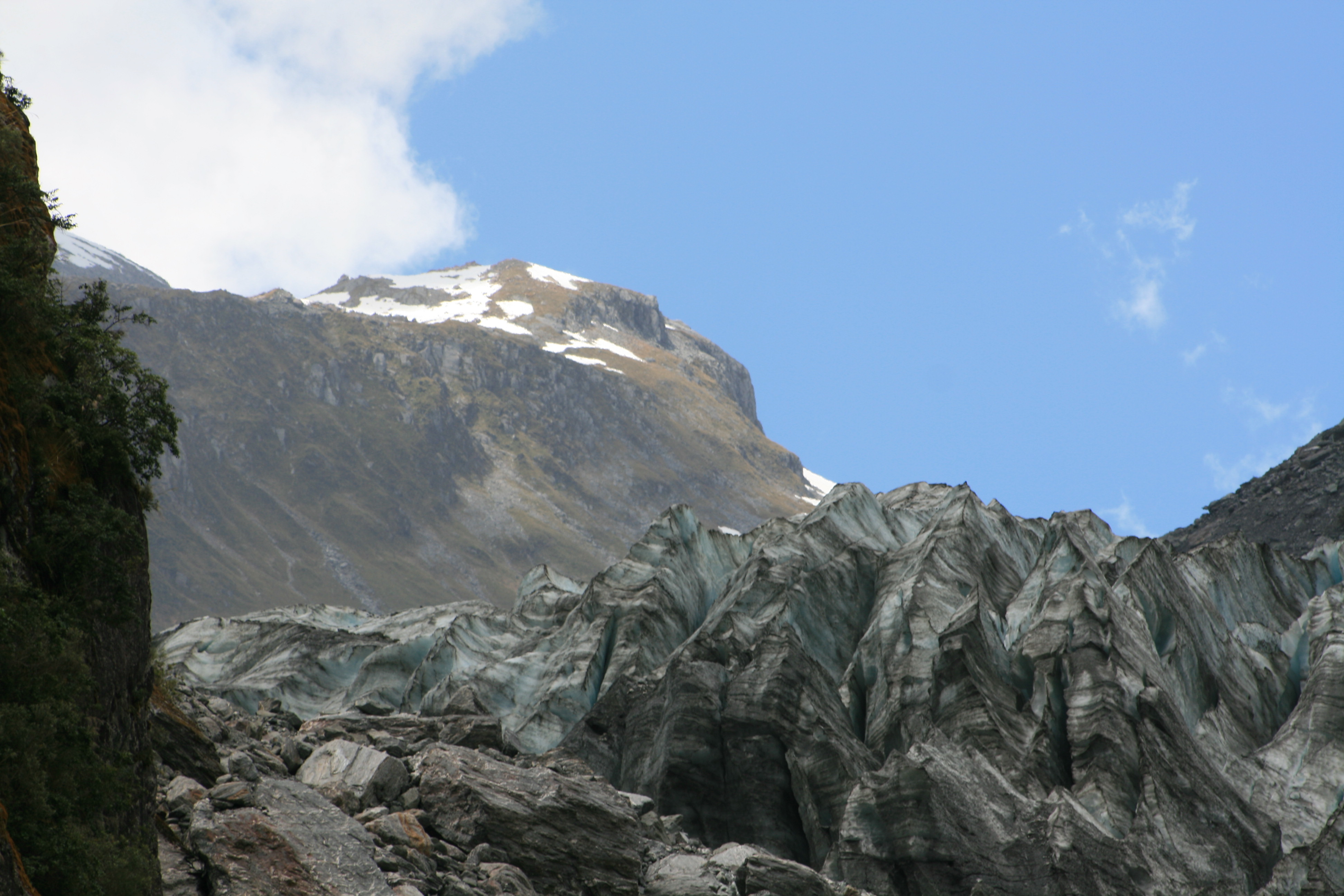
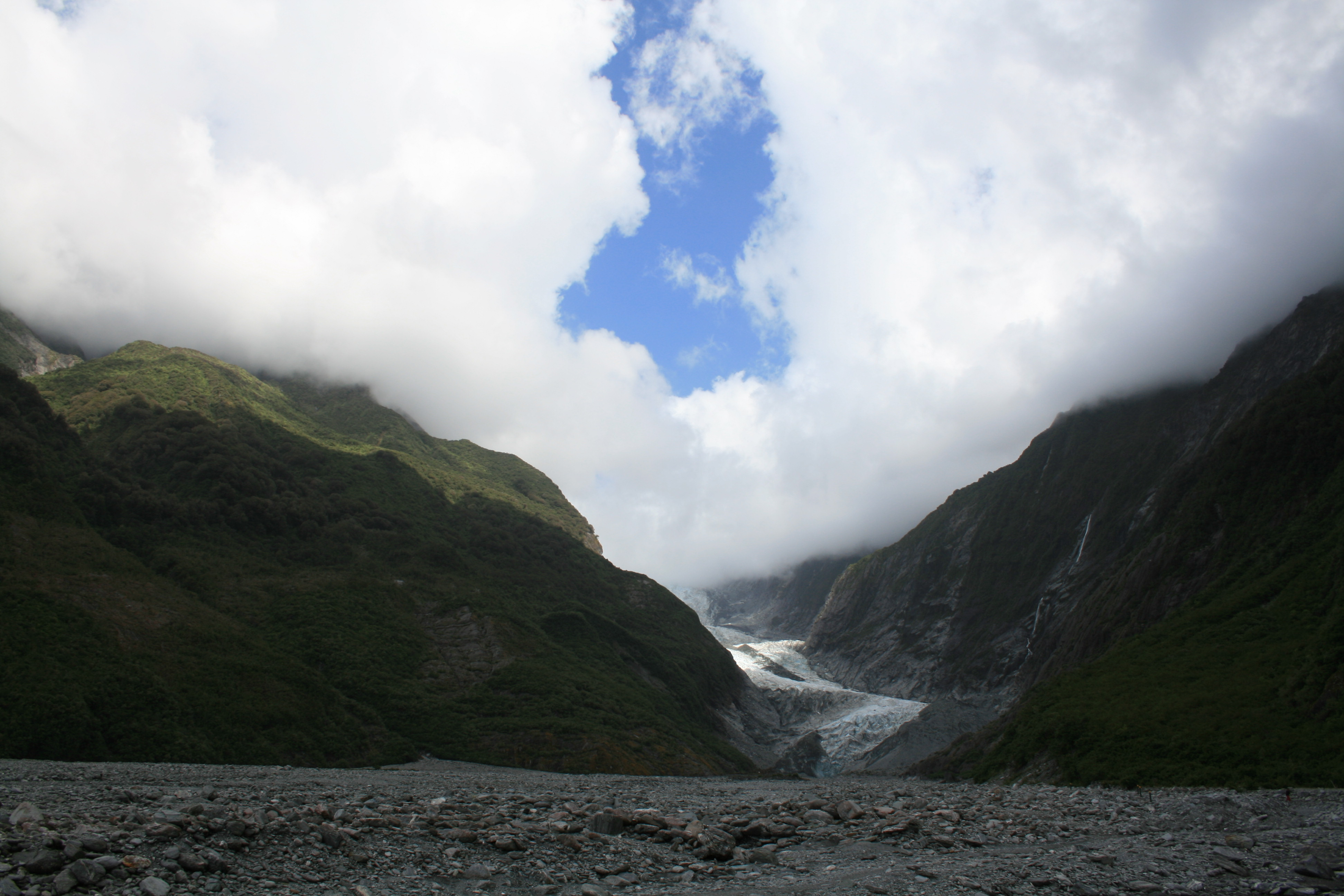
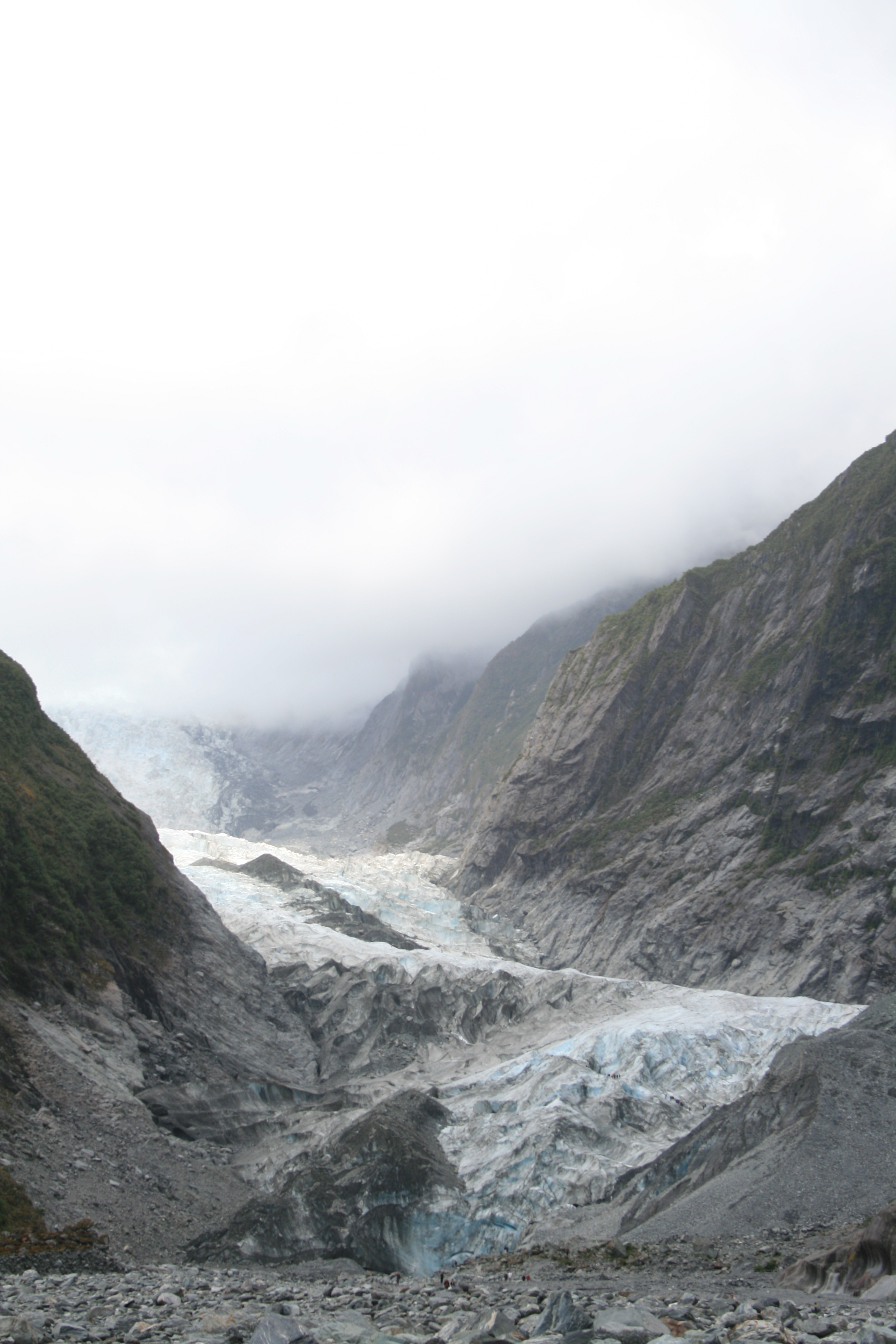
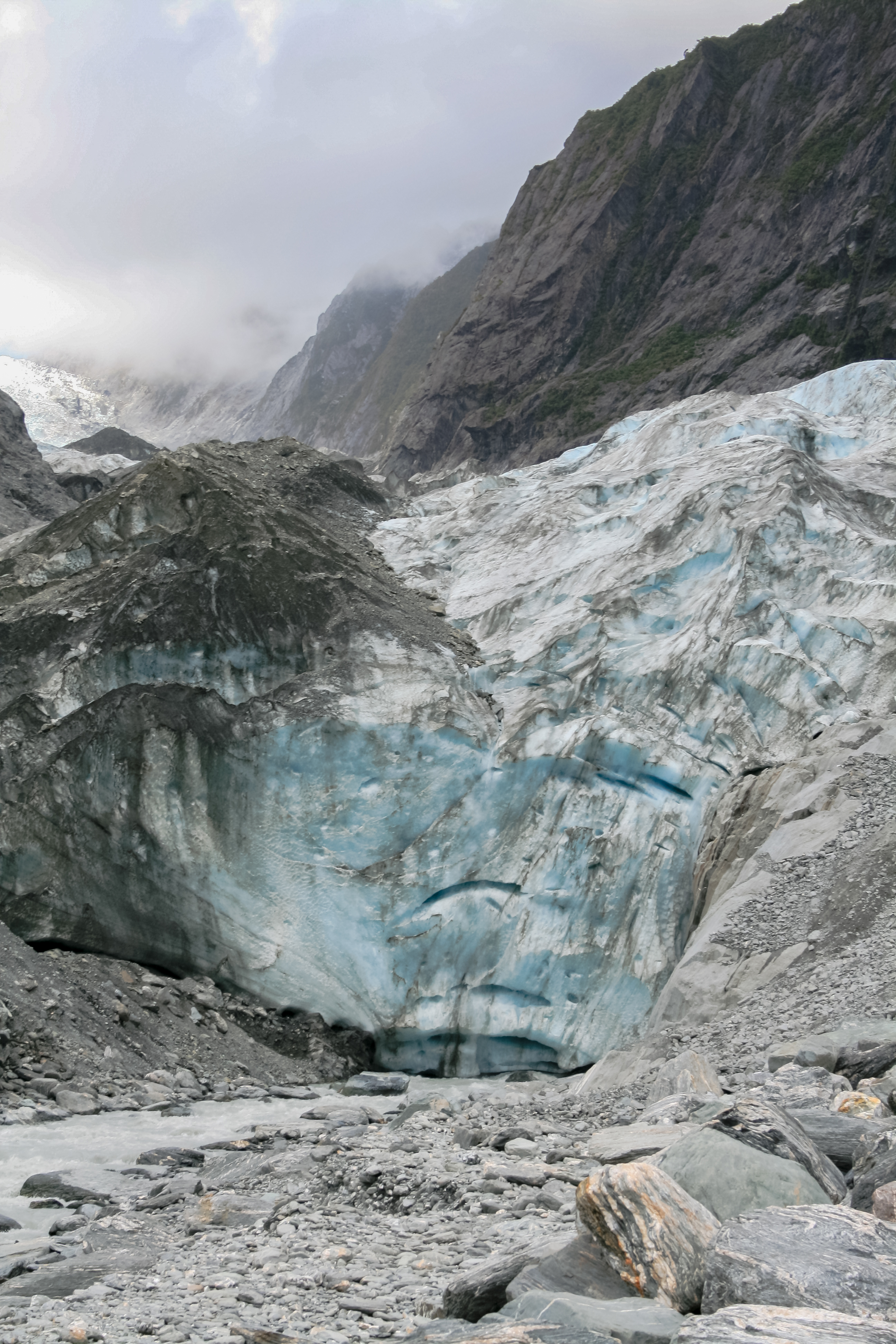